# Megaphragma amalphitanum
Megaphragma amalphitanum é uma espécie de insetos himenópteros, mais especificamente de vespas parasíticas pertencente à família Trichogrammatidae.
A autoridade científica da espécie é Viggiani, tendo sido descrita no ano de 1997.
Trata-se de uma espécie presente no território português.